# Landkreis Hersbruck
Der Landkreis Hersbruck gehörte zum bayerischen Regierungsbezirk Mittelfranken. Vor dem Beginn der bayerischen Gebietsreform am Anfang der 1970er Jahre umfasste der Landkreis 39 Gemeinden.

## Geographie

### Wichtige Orte
Die größten Orte waren Hersbruck, Velden, Happurg und Kirchensittenbach.

### Nachbarkreise
Der Landkreis grenzte 1972 im Uhrzeigersinn im Norden beginnend an die Landkreise Pegnitz, Eschenbach in der Oberpfalz, Sulzbach-Rosenberg, Neumarkt in der Oberpfalz, Nürnberg, Lauf an der Pegnitz und Forchheim.

## Geschichte

### Bezirksamt
Das Bezirksamt Hersbruck wurde im Jahr 1862 durch den Zusammenschluss der Landgerichte älterer Ordnung Hersbruck und Lauf an der Pegnitz gebildet.
Anlässlich der Reform des Zuschnitts der bayerischen Bezirksämter erhielt das Bezirksamt Hersbruck am 1. Januar 1880 die Gemeinden Grünreuth und Hartenstein vom Bezirksamt Eschenbach in der Oberpfalz.
Am 1. Januar 1898 trat das Bezirksamt Nürnberg Gemeinden an das Bezirksamt Hersbruck ab.
Das Bezirksamt Lauf an der Pegnitz wurde 1908 durch Ausgliederung der Gemeinden des Amtsgerichts Lauf an der Pegnitz gebildet.
Am 1. Januar 1911 wurde die Gemeinde Alfeld des Bezirksamtes Sulzbach ins Bezirksamt Hersbruck umgegliedert.

### Landkreis
Am 1. Januar 1939 wurde wie sonst überall im Deutschen Reich die Bezeichnung Landkreis eingeführt. So wurde aus dem Bezirksamt der Landkreis Hersbruck.
Am 1. Juli 1972 wurde der Landkreis Hersbruck im Zuge der Gebietsreform in Bayern zusammen mit dem damaligen Landkreis Nürnberg dem Landkreis Lauf an der Pegnitz zugeschlagen. Die Stadt Nürnberg selbst blieb weiterhin kreisfrei. 
Zunächst erhielt der Landkreis die Bezeichnung Lauf an der Pegnitz, am 1. Mai 1973 wurde er in Landkreis Nürnberger Land umbenannt.

## Einwohnerentwicklung
| Jahr | Einwohner | Quelle |
| ---- | --------- | ------ |
| 1864 | 32.675    | [ 8 ]  |
| 1885 | 38.172    | [ 9 ]  |
| 1900 | 40.471    | [ 10 ] |
| 1910 | 22.568    | [ 10 ] |
| 1925 | 22.642    | [ 11 ] |
| 1939 | 23.576    | [ 12 ] |
| 1950 | 35.804    | [ 13 ] |
| 1960 | 32.000    | [ 14 ] |
| 1971 | 33.000    | [ 15 ] |

## Gemeinden
Kursiv gesetzte Orte sind noch heute selbständige Gemeinden. Bei den Orten, die heute nicht mehr selbständig sind, ist vermerkt, zu welcher Gemeinde der Ort heute gehört.

Landkreis Hersbruck, Gemeindegrenzenkarte von 1961

| Städte 1. Hersbruck 2. Velden | Weitere Gemeinden 1. Alfalter (Gemeinde Vorra) 2. Alfeld 3. Algersdorf (Gemeinde Kirchensittenbach) 4. Altensittenbach (Stadt Hersbruck) 5. Artelshofen (Gemeinde Vorra) 6. Arzlohe (Gemeinde Pommelsbrunn) 7. Aspertshofen (Gemeinde Kirchensittenbach) 8. Breitenbrunn (Gemeinde Offenhausen) 9. Ellenbach (Stadt Hersbruck) 10. Engelthal 11. Enzendorf (Gemeinde Hartenstein) 12. Eschenbach (Gemeinde Pommelsbrunn) 13. Förrenbach (Gemeinde Happurg) 14. Grünreuth (Gemeinde Hartenstein) 15. Happurg 16. Hartenstein 17. Hartmannshof (Gemeinde Pommelsbrunn) 18. Heldmannsberg (Gemeinde Pommelsbrunn) 19. Henfenfeld 20. Hohenstadt (Gemeinde Pommelsbrunn) 21. Hubmersberg (Gemeinde Pommelsbrunn) 22. Kainsbach (Gemeinde Happurg) 23. Kirchensittenbach 24. Kleedorf (Gemeinde Kirchensittenbach) 25. Kruppach (Gemeinde Engelthal) 26. Kucha (Gemeinde Offenhausen) 27. Oberkrumbach (Gemeinde Kirchensittenbach) 28. Offenhausen 29. Pollanden (Gemeinde Alfeld) 30. Pommelsbrunn 31. Reichenschwand 32. Sendelbach (Gemeinde Engelthal) 33. Thalheim (Gemeinde Happurg) 34. Treuf (Gemeinde Kirchensittenbach) 35. Viehhofen (Gemeinde Velden) 36. Vorra 37. Wallsdorf (Gemeinde Kirchensittenbach) | Gemeindefreies Gebiet 1. Hartenstein |

## Landräte
- 1933–1945: August Nunhofer (NSDAP)

## Kfz-Kennzeichen
Am 1. Juli 1956 wurde dem Landkreis bei der Einführung der bis heute gültigen Kfz-Kennzeichen das Unterscheidungszeichen HEB zugewiesen. Es wurde bis zum 3. August 1974 ausgegeben. Seit dem 15. Juli 2013 ist es im Landkreis Nürnberger Land erhältlich (Kennzeichenliberalisierung).